# Paraíso - rejsedagbog
|  | Denne artikel er oprettet af botten PalnaBot ud fra en ekstern database. Den kan derfor have sproglige fejl eller mangler. Denne skabelon kan fjernes efter kontrol af indholdet. |

Paraíso - rejsedagbog er en film instrueret af Patricia Davelouis, Magnus Christensen.

## Handling
Magnus er færdig med gymnasiet, og nu vil han se verden. Han har mødt nogle peruvianske unge på Internettet, og de har inviteret ham til at bo hos dem i Lima, så de kan fejre jul sammen. Magnus pakker sit lille videokamera og tager af sted.